# دوستان پیتر
دوستان پیتر (به انگلیسی: Peter's Friends) فیلمی به کارگردانی کنت برانا است.